# Walden ovvero Vita nei boschi
(Henry David Thoreau, Walden ovvero Vita nei boschi)
Walden ovvero Vita nei boschi è il resoconto dell'avventura dell'autore, Henry David Thoreau, che dedicò due anni, due mesi e due giorni (1845-1847) della propria vita a cercare un rapporto intimo con la natura e a ritrovare se stesso in una società che non rappresentava ai suoi occhi veri valori da seguire ma solo l'utile mercantile.

## Il libro
Il suo è stato un esperimento, il suo obiettivo era quello di voler cercare la conciliazione dell'artista nel mondo naturale grazie all'ottimismo del vedere l'uomo come artefice del proprio destino e come essere dipendente da sensazioni ed emozioni. Quella di Thoreau fu quindi una vera e propria prova di sopravvivenza ed insieme una testimonianza all'umanità: l'uomo riesce a vivere anche in condizioni di povertà materiale, e anzi, da queste può trarre una maggior felicità imparando ad apprezzare maggiormente le piccole cose.
Il libro fu scritto quasi interamente durante il soggiorno di Thoreau in una capanna, costruita in gran parte da solo, sulle sponde del lago Walden (Walden Pond), che si trova vicino alla cittadina di Concord, nel Massachusetts. Durante il suo soggiorno Thoreau descrive la propria vita, soprattutto negli ambiti naturalistici, soffermandosi su una descrizione dettagliata del lago e della zona in cui soggiornava, caratterizzata dalla presenza di numerosi laghi di media e piccola dimensione. Il testo fu riscritto ben sette volte prima della pubblicazione avvenuta nel 1854, ma in seguito Walden fu per Thoreau il libro di maggior successo.

## La fortuna

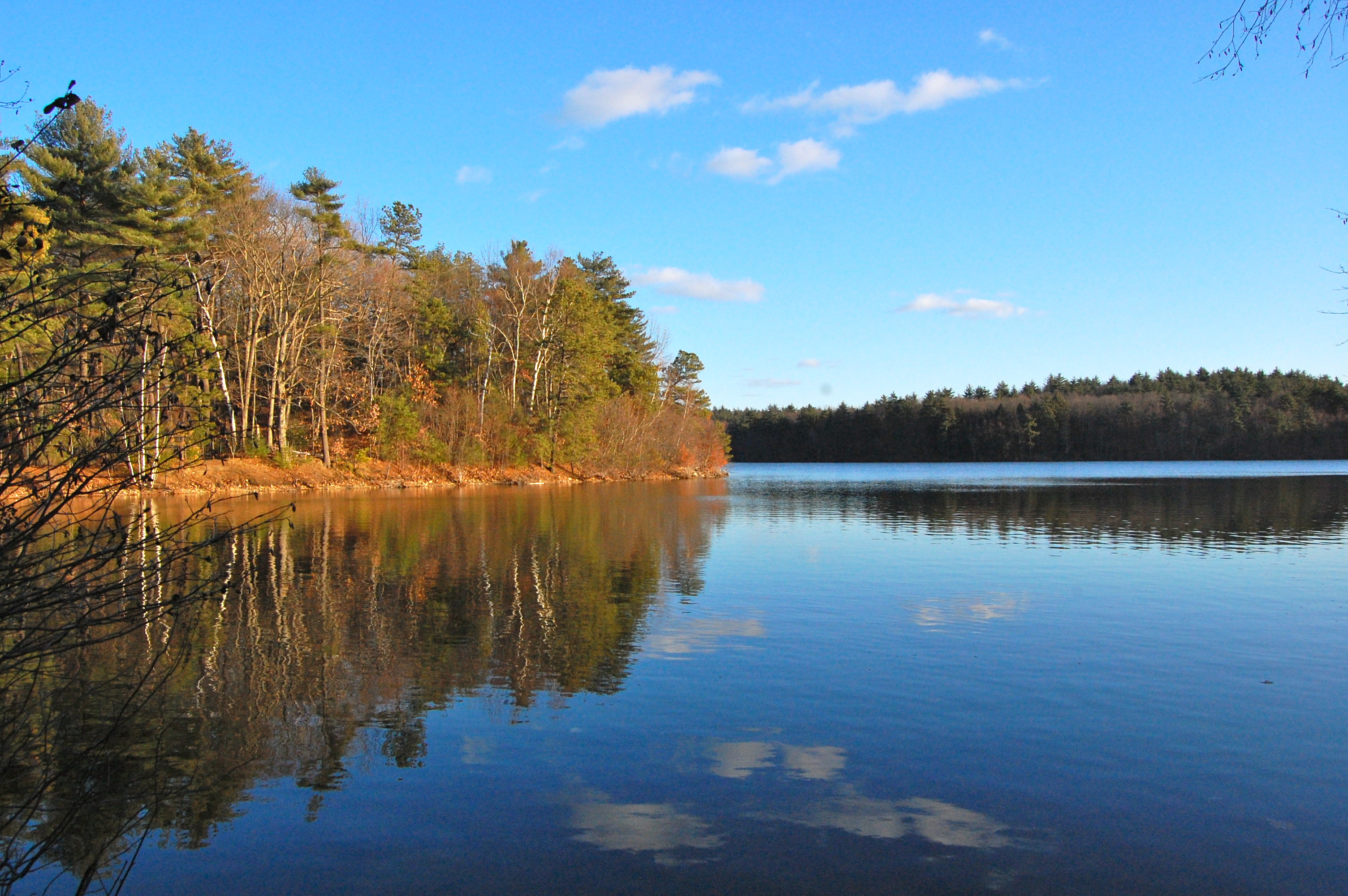
Walden Pond

Walden ha avuto un grande successo nella controcultura statunitense. In particolare la Beat Generation ha visto nell'esperienza di Thoreau e nella sua forte volontà di un ritorno alla natura in contrasto con la crescente modernizzazione delle metropoli americane. Allen Ginsberg, Jack Kerouac e Gary Snyder sono solo alcuni tra gli scrittori che si rifanno espressamente a Thoreau e al suo libro come esempi di libertà dalle convenzioni moderne.
Più in generale Walden è ritenuto uno dei primi romanzi ecologici ed ha influenzato il pensiero ecologico contemporaneo. C'è chi ha persino accostato Thoreau alle controverse posizioni dell'ecoterrorista americano Theodore Kaczynski.
Il libro Guerra agli umani di Wu Ming 2, al secolo Giovanni Cattabriga, e il romanzo per ragazzi Il vangelo secondo Larry di Janet Tashjian contengono entrambi personaggi che - colpiti da Walden - decidono di fuggire dalla città per vivere nei boschi. Walden ha costituito anche un riferimento letterario per il film Into the Wild - Nelle terre selvagge di Sean Penn, nel quale viene citata la frase, tratta da Walden: "Non l'amore, non i soldi, non la fede, non la fama, non la giustizia... datemi solo la Verità".

## Citazioni cinematografiche
Il titolo del libro ha ispirato il nome della Walden Media, la casa di produzione del film Le cronache di Narnia - Il leone, la strega e l'armadio, il cui nome è ispirato all'opera dello scrittore anglo-irlandese C. S. Lewis.
- Inoltre Walden è anche l'università che frequentano i personaggi di Doonesbury, la fortunata striscia di Garry Trudeau.
- Nel film Upstream Color, sotto suggestione ipnotica, la protagonista viene indotta a copiare l'intero testo del libro.
- Nel film L'attimo fuggente viene citato un celeberrimo passo dell'opera in forma semplificata come formula introduttiva alle riunioni della "Setta dei poeti estinti". Nello stesso film viene inoltre usato anche come incitazione da parte del professor John Keating verso i suoi alunni nel vivere la loro vita distinguendosi dagli altri.
- In un episodio della serie TV La signora in giallo l'autore e la sua opera vengono citati in un discorso di Jessica Fletcher, atto a preservare una foresta che, nella puntata, è minacciata dalla costruzione di una fabbrica.
- In un episodio della serie The Society l'opera viene citata grazie al personaggio di Grizz che durante una spedizione nei boschi si ritrova a leggere attorno al fuoco ai propri compagni un passo del libro precedentemente regalatogli da Sam, un altro protagonista.
- Nel film Into the Wild - Nelle terre selvagge è uno dei libri che compare sulla scrivania del protagonista.
- Nel film La piccola bottega degli orrori del 1960, un giovane Jack Nicholson interpreta Wilber Force, nome di un leader antischiavista inglese citato nelle prime pagine del Walden.
- Nella prima stagione durante l'episodio "E se ingrasso... Ciccia" di South Park Eric Cartman vince un concorso letterario sulla natura copiando passi del Walden.
- Viene citato da Charlie nel film Noi siamo infinito.
- Nell'episodio 4 della serie televisiva Dickinson, la protagonista, affascinata dal libro, cerca l'aiuto dello scrittore per salvare una grande quercia dall'imminente costruzione di una ferrovia.
- Viene citato nell'episodio n. 6 stagione 2 della serie Rai "Un professore"
- In una scena del film All of Us Strangers viene letto da Harry (Paul Mescal).

## Edizioni italiane
- trad. Guido Ferrando, Battistelli, 1920; La Nuova Italia, 1928.
- trad. Piero Sanavio, Neri Pozza, 1958; Rizzoli, 1964; Mondadori, 1970; Olivetti, 1976; Opportunity Book, 1995.
- trad. Alessandro Cogolo, Frassinelli, 1998; Oscar Mondadori, 2016.
- trad. Salvatore Proietti, Donzelli, 2005; Feltrinelli, 2012.
- trad. Luca Lamberti[4], Einaudi, 2015; Gallucci, 2017.